# 古代マケドニア語
古代マケドニア語（Ancient Macedonian language）は古代マケドニアの言語。マケドニア王国にて紀元前1000年から紀元0年の間に話された。インド・ヨーロッパ語族に属す。紀元前4世紀にはだんだんと衰退していき、古代ギリシャ語のひとつにとってかわられた。

## 分類
古代マケドニア語の系統的位置に関しては議論があるが、ギリシャ語とともにヘレニック語派に含まれる可能性がある。